# 錢伯斯冰川
83°17′S 49°25′W / 83.283°S 49.417°W
錢伯斯冰川（英語：Chambers Glacier）是南極洲的冰川，位於伊利沙伯女皇地，處於彭薩科拉山脈中福里斯特爾山脈的一部分，最終注入支援部隊冰川，在1956年1月13日由美國海軍發現和拍攝照片，現時由南極條約體系管理。